# Lonchaea fraxina
Lonchaea fraxina är en tvåvingeart som beskrevs av Macgowan och Rotherary 2000. Lonchaea fraxina ingår i släktet Lonchaea och familjen stjärtflugor. Arten är reproducerande i Sverige. Inga underarter finns listade i Catalogue of Life.